# Diana Conti
Diana Beatriz Conti (Buenos Aires, 29 de março de 1956 – Buenos Aires, 8 de março de 2024) foi uma advogada e política argentina. Foi membro do Congresso da Nação Argentina como deputada nacional (1997–1999; 2005–2017) e como senadora (2002–2005). Também atuou como subsecretária de Direitos Humanos na administração de Fernando de la Rúa de 1999 a 2001 e como membro do Conselho da Magistratura (nomeada pela Câmara dos Deputados) de 2006 a 2010, onde ganhou destaque como defensora ferrenha das propostas de reforma judicial proposta pela presidente Cristina Kirchner.
Apoiadora de longa data de Cristina Kirchner e de Néstor Kirchner, Conti foi líder do Frente para a Vitória, membro fundador da coalizão kirchnerista Frente para a Vitória e, posteriormente, parte da Frente de Todos.

## Biografia

### Primeiros anos
Diana Conti nasceu em 1956 em Buenos Aires, capital da Argentina. Seu pai, Horacio Conti, era um vendedor ambulante, enquanto sua mãe, Martha Bascuas, era professora de inglês. Durante o ensino médio, ela foi membro ativo do Partido Comunista Revolucionário (PCR).
Conti estudou psicologia social na Escola Pichon-Rivière e trabalhou como voluntária no Hospital Borda [en], passando depois a estudar direito na Universidade de Buenos Aires (UBA), onde obteve sua licenciatura em 1980. Posteriormente, montou seu próprio escritório de advocacia.

## Carreira

### Trabalho no judiciário
Conti tornou-se assistente de gabinete do ministro da justiça em 1991 e ocupou vários cargos administrativos em Buenos Aires até 1994, quando partiu para Santa Fé, onde trabalhou como assistente jurídica de Eugenio Raúl Zaffaroni durante um mês. Em 16 de março daquele ano, ela conseguiu um emprego como secretária do departamento de direitos penais e criminologia da Universidade de Buenos Aires, de modo que viajar diariamente entre Buenos Aires e Santa Fé tornou-se um fardo para Conti, que decidiu deixar seu emprego em Santa Fé depois de apenas um mês trabalhando lá.

### Início da carreira política
Conti foi nomeada subsecretária de direitos humanos em 12 de dezembro de 1997, o que a levou a renunciar a seu emprego na UBA para se concentrar em seu novo cargo. No dia 26 de dezembro de 2001, Conti deixou o cargo, com o objetivo de se tornar subsecretária de reforma institucional e fortalecimento nacional da democracia na Argentina (cargo próximo do Chefe de Gabinete), cargo para o qual foi nomeada em 23 de janeiro de 2002.
Na eleição legislativa de 2001, Conti concorreu a uma vaga no Senado Nacional representando a província de Buenos Aires na chapa da Frente País Solidário (Frepaso) ao lado do ex-presidente Raúl Alfonsín; a chapa da Frepaso ficou em segundo lugar e, portanto, apenas Alfonsín foi eleito para o cargo. Porém, em junho de 2002, o ex-presidente renunciou à sua cadeira no Senado, o que levou Conti a deixar a subsecretaria e assumir a cadeira vaga de Alfonsín no Senado. Apesar de ter concorrido na chapa da Frepaso, Conti permaneceu alinhada ao governo do Partido Justicialista de Eduardo Duhalde enquanto esteve no Senado até 2003, quando se juntou à recém-formada Frente para a Vitória do presidente Néstor Kirchner.
Ao ingressar na nova frente, Conti juntou-se ao recém-criado Partido de la Victoria, ou Partido da Vitória, que tem se aliado a todas as alianças políticas kirchneristas formadas desde então.
Em dezembro de 2005, foi eleita deputada da província de Buenos Aires pela Frente para a Vitória e também ficou conhecida por vários atos de corrupção como membro do governo.
Em 4 de fevereiro de 2010, enquanto ela defendia a presidência de Cristina Kirchner, um jornalista — José Eliaschev — disse a ela que o argumento que ela estava usando lembrava os usados pelo ditador russo Josef Stalin, e ela disse "sim, não tenho nenhum problema em ser stalinista", e o jornalista insistiu "você é apoiadora de um dos maiores assassinos do século XX, 20 milhões de pessoas assassinadas? Eu sou stalinista, assinei Diana Conti, posso registrar isso?", disse o jornalista, e Diana Conti respondeu "Sim, não tenho nenhum problema em ser stalinista, talvez seja um problema seu, não meu".

### Processo enquanto senadora
Enquanto senadora, ela foi acusada, no ano de 2005, e inocentada das acusações, no ano de 2012, como parte da causa que foi processada perante o Tribunal Nacional Penal e Correcional nº 6 pelo Dr. Rodolfo Canicoba Corral. O processo foi emitido em virtude de uma denúncia apresentada por um ex-funcionário do Senado, Bruno Bimbi, na qual o nomeado alegou ter sido forçado a dar grande parte de seu salário sob ameaça de perder o emprego.
O caso foi inicialmente indeferido pelo juiz José Codino no final de agosto de 2005, mas o tribunal de apelação reabriu um pouco mais tarde. De acordo com Bimbi, muitos dos funcionários que apareciam como funcionários da Conti nos documentos oficiais eram completamente desconhecidos para ele e para outros funcionários reais sob a direção de Diana Conti (na verdade, um deles era filho de Conti). Nas palavras de Bimbi, a primeira vez que o forçou a lhe dar o dinheiro que acabara de sacar do banco, e vendo seu rosto espantado, disse: “você pode ficar com as moedas”, palavras exatas do Sr. Bimbi. Essas declarações foram descartadas no julgamento que foi levado adiante. O resultado foi a improcedência em primeira instância e a posterior confirmação dessa decisão pela Sala número 9 do Tribunal de Apelações da Câmara Federal de Assuntos Criminais e Correcionais.

## Anos posteriores
Em abril de 2006, Conti retornou para a atividade política quando iniciou uma campanha a favor de leis mais severas para punir os culpados de assédio sexual no trabalho, independentemente do gênero sexual. Divorciada, Conti participou de vários seminários e clínicas de direito na Argentina. Em 2012, ela fez aparições em público, como quando se referiu à possível reeleição da Presidente Cristina Kirchner.

### Morte
Conti morreu em 8 de março de 2024, aos 67 anos de idade. Foi hospitalizada na Clínica Zabala, em Buenos Aires, com pneumonia e, nos últimos anos, vinha lutando contra o câncer.